# Кіїслова
Кіїслова (ест. Kiislova), також Кіїслова-Вяйке, Кіслова, Урпусе, Руусма, Круусмяе, Вяйке-Кіїслова, Вяйко-Кіслова, Вяйке-Кіслова — село в Естонії, входить до складу волості Меремяе, повіту Вирумаа.